# سنت نظامی
سنت نظامی (انگلیسی: Military tradition) شیوه‌هایی است که با ارتش یا سربازان مرتبط است، مانند سبک‌های یونیفرم نظامی، تمرین نظامی یا موسیقی یک واحد نظامی.
در اروپا، سنت نظامی، یک اصل فرهنگ نظامی بود که از مفهوم شوالیه‌گری در قرون وسطی تکامل یافته بود. طیف گسترده‌ای از سنت‌های نظامی جداگانه در اروپا حداقل تا جنگ جهانی اول توسعه یافت. پس از آن، تغییرات عمده سیاسی و اجتماعی تمایل به شکستن پیوستگی تاریخی که منبع سنت نظامی در بسیاری از ارتش‌ها بود، داشته است.
در بریتانیا و بطور مشخص در نیروی زمینی بریتانیا، سنت‌های نظامی عمدتاً در امتداد خطوط هنگی توسعه یافتند و به شکل آداب و رسوم دیرینه هنگی، نشان‌ها، مدال‌ها و ویژگی‌های متمایز لباس فرم درآمدند. از اواخر دهه ۱۹۶۰، مجموعه‌ای از ادغام‌ها و انحلال‌های هنگی، سنت نظامی بریتانیا را تضعیف کرده است، اگرچه هنوز در لشکر گارد سنت نظامی همچنان برقرار است.
در پروس و امپراتوری آلمان، ایالت‌ها برای حفظ سنت‌های نظامی به تاریخ خود متکی بودند، اگرچه برخی از هنگ‌های خاص در تشکیلات نخبگان، آداب و رسوم و لباس‌های متمایزی را حفظ می‌کردند. به عنوان مثال، یک هنگ، نارنجک‌اندازان پوتسدام، از مردان بسیار قدبلند تشکیل شده بود.
فرانسوی‌ها مفهوم «روحیه جمعی» یا مفهوم غرور در واحد خود را در بیشتر واحدهای نخبه یا منحصر به فرد فرانسوی ایجاد کردند. واحدهای شمال آفریقا مانند زوآوها، تیرایلوئرها، لژیون خارجی فرانسه یا حتی مملوک‌ها که در گارد امپراتوری ناپلئون بناپارت خدمت می‌کردند، سبک‌های متمایزی از لباس را توسعه دادند. بسیاری از این سبک‌های متمایز بعداً در قرن نوزدهم توسط ارتش متروپولیتن فرانسه پذیرفته شدند.